# Estadio Pedro S. Garrido
El estadio Pedro S. Garrido (conocido hasta 2021 como Estadio de la Juventud) es el segundo campo de fútbol de la ciudad de Jerez de la Frontera, Andalucía, España. Aquí disputa sus partidos oficiales el Jerez Industrial, C.F..

## Historia
Fue el primer complejo deportivo construido en la ciudad. Antiguamente, el campo de fútbol pertenecía al albergue juvenil que se encuentra en las proximidades del mismo, de ahí su anterior nombre.
En 2021, el presidente del Jerez Industrial, C.F., Pedro S. Garrido falleció tras un incidente laboral, dando así a que el Xerez CD y el Jerez Industrial, C.F. reclamen un homenaje al difunto fallecido, así que pidieron al Ayuntamiento de Jerez el cambio de nombre del estadio La Juventud a Pedro S. Garrido. El ayuntamiento aceptó la prepuesta y por ello se cambió de nombre al estadio municipal.

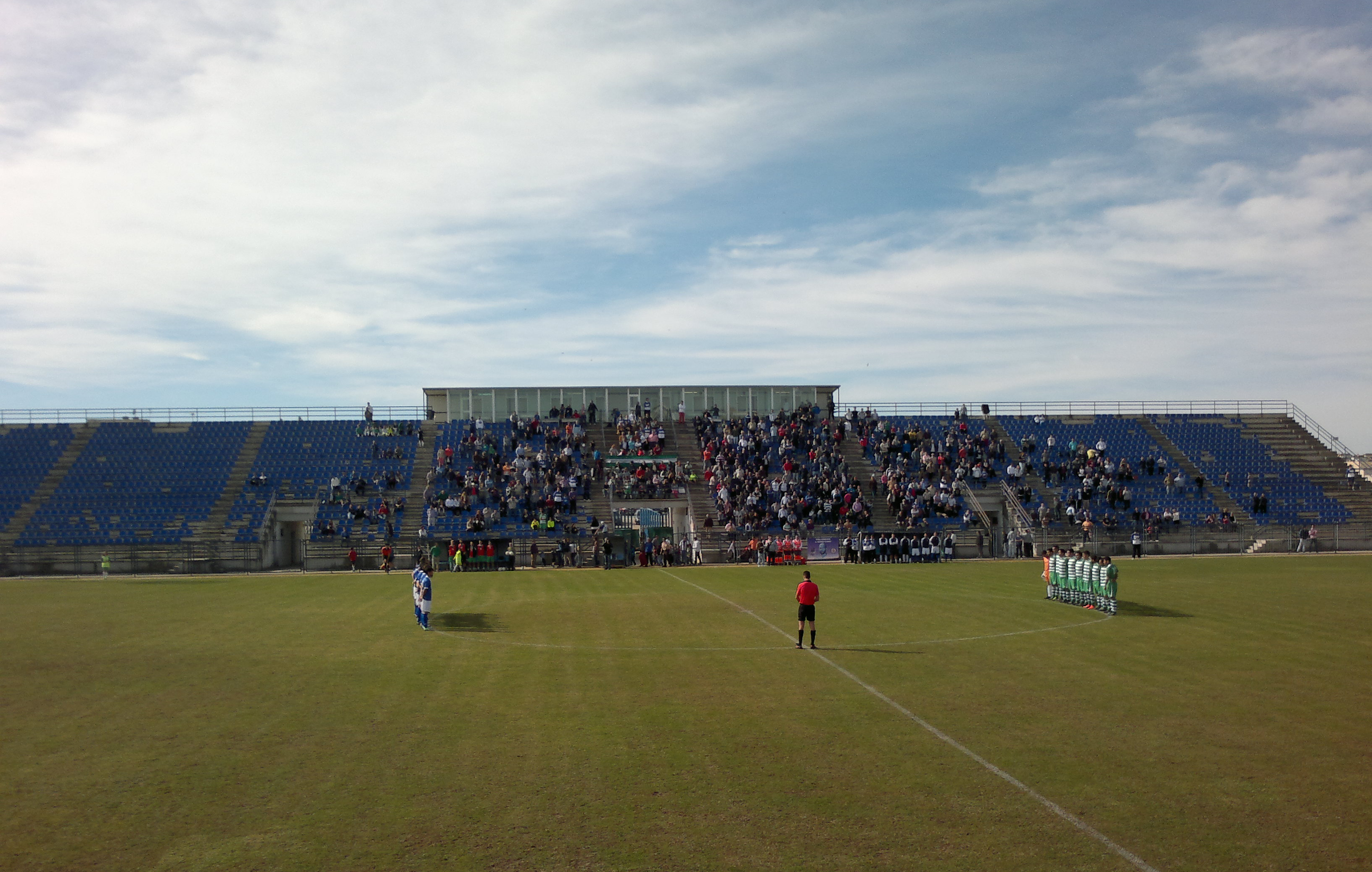
Partido del Xerez DFC

## Estructura

### Estadio
Tiene una capacidad de 6000 espectadores aproximadamente, todos sentados. Cuenta con toda la normativa de la LFP para la práctica del fútbol profesional. Sus medidas son de 108 metros de largo y 69 metros en cuanto al ancho, siendo de césped natural.
La grada principal alberga también las cabinas de prensa, sala de prensa y los vestuarios para equipos y trio arbitral.
El estadio cuenta con cinco entradas, tres desde el aparcamiento, las cuales sirven de acceso para la tribuna y el fondo, y dos desde la Avenida de Blas Infante, las cuales dan entrada para el graderío de preferencia.
En 2016 una valla de la grada antigua del campo cedió causando heridas a varios espectadores que se apoyaron sobre ellas para celebrar un gol posteriormente se eliminó dicha valla, existiendo actualmente una barra perimetral que separa el terreno de juego del graderío.
Actualmente se juega en el Campo Pedro S. Garrido los partidos oficiales del Jerez Industrial CF

### Anexo
Campo de césped artificial, tiene unas medidas de 98x50 metros, cuenta con vestuarios independientes, este terreno de juego es usado por el CF Federico Mayo y otros equipos de fútbol base de la ciudad, este campo cuenta con dos accesos a través de la Avenida Blas Infante.

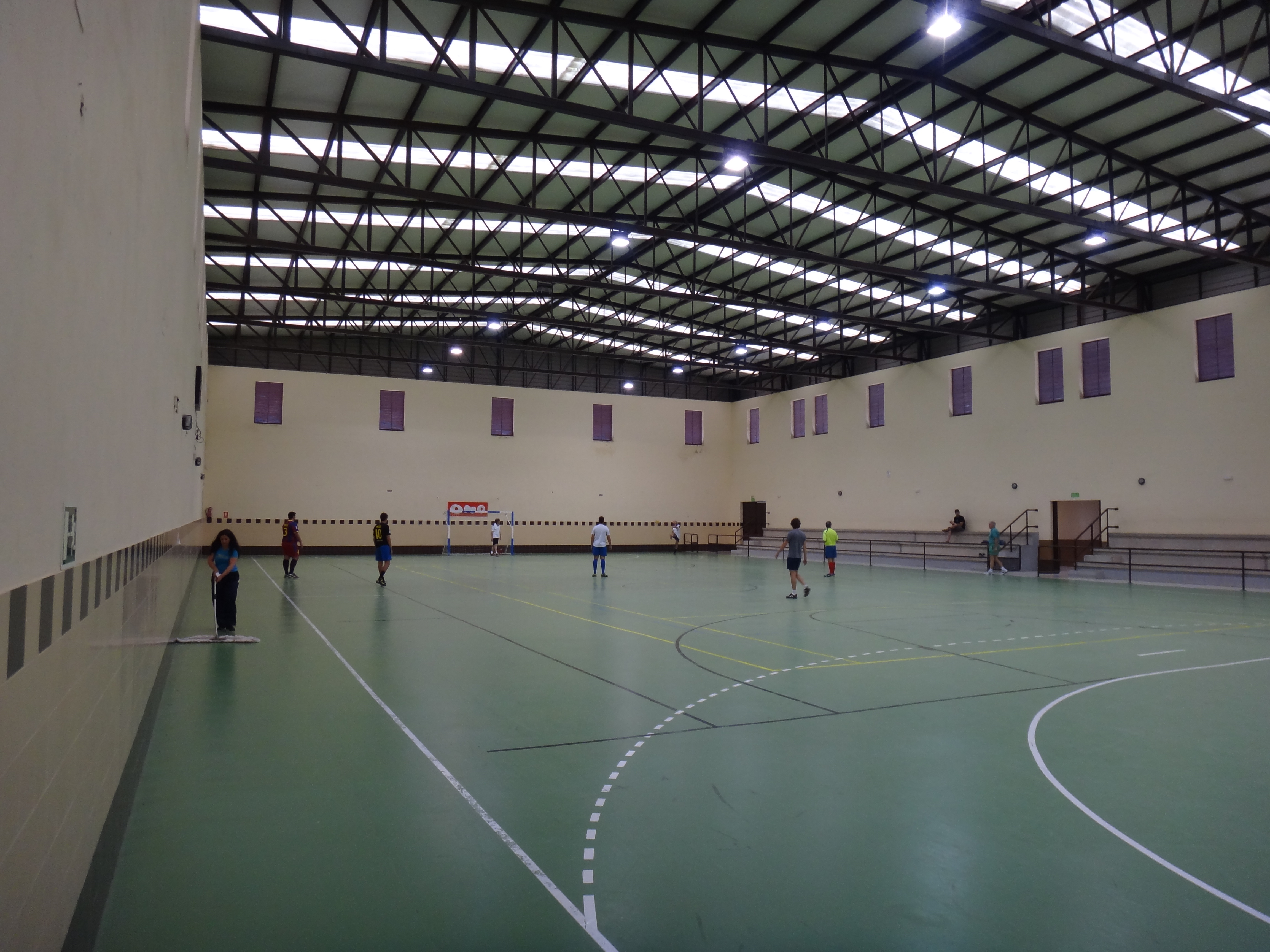
Polideportivo

### Polideportivo cubierto
Cuenta con pista de fútbol sala, baloncesto, voleibol, boxeo y otros deportes de salón, tiene capacidad para 120 espectadores. Antes de construirse estas instalaciones en su lugar, y junto el anexo de césped artificial se encontraba una pista atlética.